# The New Black (album Strapping Young Lad)
The New Black – piąty album studyjny kanadyjskiej grupy muzycznej Strapping Young Lad. Wydawnictwo ukazało się 17 lipca 2006 roku nakładem wytwórni muzycznej Century Media Records. W przeciągu tygodnia od dnia premiery The New Black w Stanach Zjednoczonych sprzedało się w nakładzie 4000 egzemplarzy i uplasowało się na 200. miejscu listy Billboard 200.
Płyta została zarejestrowana w Armoury and Profile Studios w Vancouver. Mastering odbył się w Sterling Sound w Nowym Jorku. Preprodukcja odbyła się w Heathen Choppers w Vancouver. Producentem nagrań był lider zespołu Strapping Young Lad – Devin Townsend. Gościnnie w nagraniach wzięli udział m.in. Oderus Urungus członek zespołu GWAR oraz członek Zimmer’s Hole – Chris Valagao.

## Lista utworów
Opracowano na podstawie materiału źródłowego.
| Edycja podstawowa 1. "Decimator" - 2:53 2. "You Suck" - 2:40 3. "Anti-Product" - 3:56 4. "Monument" - 4:11 5. "Wrong Side" - 3:35 6. "Hope" - 5:02 7. "Far Beyond Metal" - 4:36 8. "Fucker" - 3:53 9. "Almost Again" - 3:43 10. "Polyphony" - 1:54 11. "The New Black" - 6:15 |  | Utwory dodatkowe 1. "The Long Pig" - 1:30 2. "Zodiac" (cover Melvins) – 4:00 |

## Twórcy
Opracowano na podstawie materiału źródłowego.
| Zespół Strapping Young Lad w składzie - Devin Townsend – wokal prowadzący, gitara, instrumenty klawiszowe, programowanie, produkcja muzyczna - Jed Simon – gitara - Gene Hoglan – perkusja - Byron Stroud – gitara basowa Dodatkowi muzycy - Doug Gorkoff – wiolonczela - Will Campagna – instrumenty klawiszowe - Oderus Urungus – wokal w utworze "Far Beyond Metal" - Bif Naked – wokal w utworze "Fucker" - Cam Kroetsch – wokal w utworze "You Suck" | Inni - Shaun Thingvold – inżynieria dźwięku - Rob Shallcross – inżynieria dźwięku, edycja cyfrowa - Mike Fraser – miksowanie - Ryan Van Poederooyen – obsługa techniczna perkusji - Travis Smith – okładka, oprawa graficzna - Rob Stephenson – asystent realizatora nagrań - UE Nastasi – mastering - Omer Cordell – zdjęcia |

## Wydania
| Rok  | Nr katalogowy | Format              | Wytwórnia             | Region            |
| ---- | ------------- | ------------------- | --------------------- | ----------------- |
| 2006 | CM 77727-2    | CD                  | Century Media Records | Australia         |
| 2006 | 8427-2        | 2CD                 | Century Media Records | Stany Zjednoczone |
| 2006 | 77727-8       | CD, Album, Enh, Dig | Century Media Records | Niemcy            |
| 2006 | 77727-2P      | CD, Album, Promo    | Century Media Records | Niemcy            |
| 2006 | MYST CD 148   | CD, Album           | Mystic Empire         | Rosja             |